# Vimana
Vimana je zgradba nad garbhagriho ali notranjim svetiščem v hindujskih templjih v južni Indiji in Odiši v vzhodni Indiji. V tipičnih templjih v Odiši, ki uporabljajo slog arhitekture Kalinga, je vimana najvišja zgradba templja, tako kot v stolpih šikara templjev v zahodni in severni Indiji. Nasprotno pa je v velikih templjih v Južni Indiji običajno manjši od velikih vrat ali gopura, ki so najbolj vpadljivi arhitekturni elementi v tempeljskem kompleksu. Vimana je običajno oblikovana kot piramida, sestavljena iz več nadstropij ali tala. Vimane so razdeljene v dve skupini: džati vimane, ki imajo do štiri tale, in mukhja vimane, ki imajo pet tal in več.
V besedilih o tempeljski arhitekturi v severni Indiji se nadgradnja nad garbhagriho imenuje šikara. Vendar pa v besedilih o južnoindijski hindujski arhitekturi izraz šikara pomeni kupolasto kronsko kapo nad vimano.

## Arhitektura
Tipičen hindujski tempelj v dravidskem slogu ima gopuro v štirih smereh, tj. vzhod - glavni vhod, sever in jug - stranski vhodi, zahod - odprt samo na ugoden dan, ko se verjame, da bomo šli neposredno v nebesa. Stene templja so običajno kvadratne pri čemer ima najbolj zunanja stena štiri gopure, po eno na vsaki strani, ki so točno na sredini vsake stene. To se bo nadaljevalo na naslednji ravni, odvisno od velikosti templja. Sanctum sanctorum in njegova visoka streha (svetišče osrednjega božanstva) se imenujeta tudi vimana. Na splošno ti nimajo tolikšnega pomena kot zunanje gopure, z izjemo nekaj templjev, kjer so strehe sanctum sanctorum tako znane kot sam kompleks templja.
Tempelj Brihadisvara, Thandžavur in tempelj Brihadisvara v Gangaikonda Čolapuram, obe zgradbi cesarskih Čolas iz 11. stoletja, imata masivne in visoke vimane, kar je netipično na jugu. Ti so bili morda namenjeni tekmovanju z višino severne šikare. Takrat je bila običajna gopura razmeroma majhna stavba nad prehodom in na razvoj zelo visokih gopurv poznejših stoletij so morda vplivale te Čola vimane. Ta trend je v arhitekturi Vidžajanagara dobro napredoval in je ostal tak tudi pozneje.

## Znana svetišča
Kanaka-sabai (zlati oder) v templju Nataradža v Čidambaramu je še en primer. To svetišče je v celoti prekrito z zlatimi ploščami, vendar je drugačno po svoji strukturi in ogromni velikosti v primerjavi z večino drugih vimanov. Zgodovinski dokazi navajajo, da je v 9. stoletju Parantaka I. financiral prekrivanje te vimane z okrasnim zlatom in ohranja svojo slavo še danes.
Ananda Nilajam vimana v templju Venkatešvara v Tirumali je znan primer, kjer gopura glavnega svetišča zavzema zelo posebno mesto v zgodovini in identiteti templja. Tempelj Meenakši ima dve zlati vimani, eno ogromno za Šivo in drugo za njegovo soprogo Menakši.
Tempelj Džagannath, Puri, ima Neelačakro na šikari, tj. vrhu vimane. Je predstavitev Višnujevega najmočnejšega orožja, sudaršana čakre.
Vimana sončnega templja Konark je bila najvišja od vseh viman, preden je padla.

## Galerija
- Ninra Narajana Perumal tempelj vimana
- Tempelj Sirkazhi vimana
- Tirunalur vimana
- Zlata Vimana iz templja Narajani Devi, Sripuram, Tamil Nadu